# Yanet Bermoyová
Yanet Bermoy-Acosta, (* 29. květen 1987 Havana, Kuba) je reprezentantka Kuby v judu. Je dvojnásobnou stříbrnou olympijskou medailistkou.

## Sportovní kariéra
S judem začala v Cienfuegos v 10 letech potom co dělala několik let atletiku.
V roce 2005 se poprvé v 18 letech objevila v Evropě na světovém poháru a v témže roce nečekaně získala titul mistryně světa. To, že nešlo o náhodu potvrzovala v dalších letech a olympijský cyklus uzavřela ziskem stříbrné olympijské medaile na olympijských hrách v Pekingu.
Do nového olympijského cyklu změnila váhovou kategorii, ale víc než změna váhy se jí citelně dotkla změna pravidel v roce 2010. Přesto se v roce 2012 dokázala kvalitně připravit na olympijské hry v Londýně a svojí nejsilnější zbraní seoi-nage prošla až do finále. Ve finále jí chybělo více štěstí, Severokorejka An Kum-e byla v lepší formě.

## Výsledky
| Turnaj                  | 2005            | 2006            | 2007            | 2008            | 2009           | 2010           | 2011           | 2012           | 2013           | 2014           |
| Turnaj                  | 18              | 19              | 20              | 21              | 22             | 23             | 24             | 25             | 26             | 27             |
| Turnaj                  | superlehká váha | superlehká váha | superlehká váha | superlehká váha | pololehká váha | pololehká váha | pololehká váha | pololehká váha | pololehká váha | pololehká váha |
| ----------------------- | --------------- | --------------- | --------------- | --------------- | -------------- | -------------- | -------------- | -------------- | -------------- | -------------- |
| Olympijské hry          |                 |                 |                 | 2.              |                |                |                | 2.             |                |                |
| Mistrovství světa       | 1.              |                 | 2.              |                 | 2.             | úč.            | úč.            |                | 7.             | 5.             |
| Panamerické hry         |                 |                 | 1.              |                 |                |                | 1.             |                |                |                |
| Panamerické mistrovství | —               | 1.              | 1.              | 1.              | 1.             | 2.             | 1.             | 3.             | 1.             | 2.             |
| MS juniorů              |                 | 1.              |                 |                 |                |                |                |                |                |                |